# Champcevinel
Champcevinel är en kommun i departementet Dordogne i regionen Nouvelle-Aquitaine i sydvästra Frankrike. Kommunen ligger i kantonen Périgueux-Nord-Est som tillhör arrondissementet Périgueux. År 2022 hade Champcevinel 3 077 invånare.

## Befolkningsutveckling
Antalet invånare i kommunen Champcevinel
Referens:INSEE